# Лазэр, Костин
Костин Лазэр (рум. Costin Lazăr; 24 апреля 1981, Бухарест, Румыния) — румынский футболист, полузащитник, тренер.

## Карьера
С 2006 года выступал за клуб «Рапид» Бухарест.
В марте 2009 года известность получил эпизод, когда в матче «Рапид» — «Оцелул» Лазэр, за мнимое нарушение против которого был назначен пенальти, убедил арбитра, что нарушения не было; судья назначил спорный мяч, который Лазэр выбил за лицевую линию. Впрочем, произошло это при счёте 2:0 в пользу «Рапида».